# كفرزيبا
كفرزيبا قرية سورية تتبع ناحية إحسم في منطقة أريحا في محافظة إدلب. بلغ عدد سكانها 1,064 نسمة في عام 2004 حسب إحصاء المكتب المركزي للإحصاء.
ترتفع 700 م عن سطح البحر و تقع جنوب مدينة أريحا في جبل الأربعين و محاطة بالعديد من القرى مثل نحلة أورم الجوز وسرجة (سرجيلا) وبزابور وهي في جبل الزاوية